# Corydalus ignotus
Corydalus ignotus is een insect uit de familie Corydalidae, die tot de orde grootvleugeligen (Megaloptera) behoort. De soort komt voor in Frans-Guyana.